# Bada (operációs rendszer)
A bada (hangul: 바다, ’tenger’) egy mobil operációs rendszer volt, amelyet a Samsung Electronics fejlesztett. Úgy alakították ki, hogy a felsőkategóriás okostelefonokat és az alacsonyabb presztízsű funkciótelefonokat egyaránt ki tudja szolgálni. A Samsung azt várta, hogy a bada gyorsan le fogja váltani a saját fejlesztésű funkciótelefon-platformját, és így a funkciótelefonokból is okostelefonokat fog faragni.

## Történet
A Samsung 2009. november 10-én jelentette be a bada platformot. Az indulást követően olyan nagy nevű cégek, mint a Twitter, az EA, a Capcom, a Gameloft és a Blockbuster biztosították támogatásukról a bada platformot. A bejelentést követően, 2010 februárjában mutatták be első alkalommal a Wave S8500 modellt Spanyolországban, a Mobil Világkongresszuson. A helyszínen már több tíz, a bada telefonon futó alkalmazást mutattak be, például a Gameloft által fejlesztett Asphalt 5 nevű autóverseny-szimulátort. 2010 májusában a mind több fejlesztő bevonása érdekében a Samsung kiadta a bada szoftver-fejlesztő csomag („SDK”) béta verzióját. Ezen kívül a Samsung 2 700 000 USD összdíjazással meghirdette a bada fejlesztői versenyt. 2010 augusztusában a Samsung kiadta az SDK 1.0 verzióját.Az első bada-alapú telefon a Samsung S8500 Wave volt, amelyet 2010. június 1-jén dobtak piacra, és az első négy héten egy millió készülék talált gazdára.

## Samsung Apps
A Samsung Wave piaci bevezetésével párhuzamosan a Samsung megnyitotta a bada platform nemzetközi online alkalmazásboltját, a Samsung Apps-t. 2010 júliusában a Samsung Apps 300 alkalmazást kínált, amelyek 70%-a ingyenes volt. A Samsung számításai szerint 2010 végére már 7000 alkalmazást lehet majd elérni az alkalmazásboltban.

## Architektúra
A Samsung definíciója szerint a bada nem operációs rendszer, hanem egy konfigurálható kernel architektúrával rendelkező platform, amely lehetővé teszi akár a saját fejlesztésű valós idejű operációs rendszer (RTOS) kernel, akár a Linux kernel használatát. A Samsung S8500 Wave készülék kijelzőjén megjelenő szerzői jogi tájékoztatás szerint a termék FreeBSD, NetBSD és OpenBSD kódot használ, ugyanakkor más telefonok ezek helyett alkalmazhatják a Linuxot is.
A kernelre épülnek egymás után a Készülék, Szolgáltatás és Keret szintek. A Készülék szint biztosítja az alapvető funkciókat, úgymint grafika, protokollok, telefonálás, biztonság stb. A Szolgáltatás szint gondoskodik a szolgáltatás-központú funkciókról, úgymint SNS, térképek, alkalmazásokon belüli vásárlás stb. Az ilyen funkciókat az ún. bada Server biztosítja. A legfölső, Keret szint egy Alkalmazás programozási felületet tartalmaz C++ nyelven, amelyet az alkalmazásfejlesztők használhatnak.
A bada különféle UI kontrollokat kínál a fejlesztőknek. Egyrészről változatos alapvető UI kontrollokat tartalmaz, például Listbox, Color Picker, Tab stb. Másrészről rendelkezik webböngésző kontrollal a nyílt forráskódú WebKit-ben, valamint támogatja az Adobe Flash-t (Flash 9) is. A WebKit és a Flash is beágyazható az eredeti bada alkalmazásokba. A bada a látványosságokat (POI) is bemutató interaktív térképeket kínál, amelyek szintén beágyazhatók az eredeti alkalmazásokba. Támogatja a kétujjas nagyítás, a füles böngészés, illetve a kivágás és beillesztés funkciót.
Ezen kívül a bada számos, az interakció javítását szolgáló mechanizmust is támogat: különböző érzékelők, például mozgásérzékelő, vibráció-érzékelő, arcfelismerés, sebességmérő, mágnesességmérő, dőlésérzékelő és GPS, amelyek egytől egyig felhasználhatók az alkalmazásokhoz, továbbá itt említendő a többpontos érintés támogatása is.
Az eredeti alkalmazásokat C++-ban a bada SDK-val, illetve az IDE alapú Eclipse rendszerrel fejlesztik. Az alkalmazások felépítéséhez és hibaelhárításához GNU-alapú eszközláncokat (tool chains) használnak. Az IDE szintén tartalmaz UI építő szoftvert, amellyel a fejlesztők könnyedén megtervezhetik az alkalmazásaik interfészeit oly módon, hogy az UI vezérlőt egyszerűen áthúzzák a kész űrlapmintákra. A tesztelés és hibaelhárítás érdekében az IDE-ben található egy szimulátor is, ahol futtathatók az alkalmazások.

## Eszközök
A Samsung első bada platformot futtató telefonját, a Wave S8500-at a 2010-es Mobil Világkongresszuson mutatták be. A Wave egy karcsú, érintőképernyős telefon, amelynek szíve a Samsung "Hummingbird" processzora (S5PC110). A készülék 1 GHz-es ARM Cortex-8 CPU-t, beépített PowerVR SGX 3D grafikus motort, Super AMOLED kijelzőt és 720p nagy felbontású videólejátszást kínál.

## Fordítás
- Ez a szócikk részben vagy egészben  a   bada (operating system) című angol Wikipédia-szócikk fordításán alapul.  Az eredeti cikk szerkesztőit annak laptörténete sorolja fel. Ez a jelzés csupán a megfogalmazás eredetét és a szerzői jogokat jelzi, nem szolgál a cikkben szereplő információk forrásmegjelöléseként.

## Külső hivatkozások
- Hivatalos honlap
- http://developer.bada.com/apis/docs/commonpage.do?menu=MC01140100 bada Release Notes
- Samsung Bailing On Windows Mobile